# Ōshima Ken’ichi

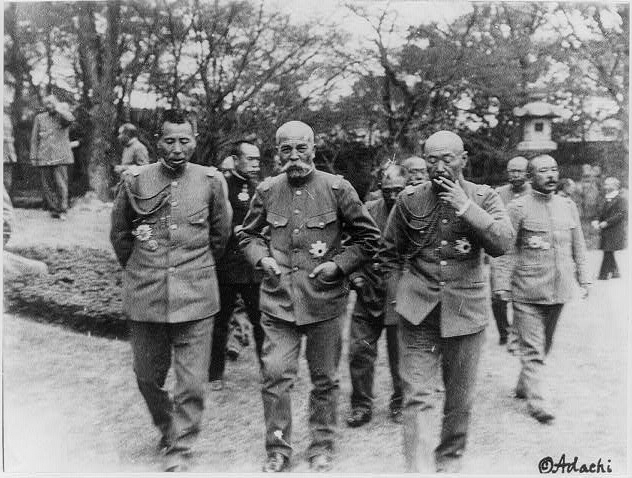
Ōshima (Mitte) mit Tanaka Giichi (links) und Uehara Yūsaku (rechts), etwa 1. August 1918

Ōshima Ken’ichi (jap. 大島 健一; * 19. Juni 1858 im Iwamura-han, Provinz Mino, Japan; † 24. März 1947) war ein Generalleutnant des Kaiserlich Japanischen Heeres und Politiker.

## Leben
Ōshima Ken’ichi wurde im Juni 1858 im Iwamura-han in der Provinz Mino, einem Teil der heutigen Präfektur Gifu, geboren. Er schloss 1881, unter anderem mit Oka Ichinosuke, den vierten Jahrgang der Heeresoffizierschule ab. Dort hatte er sich auf den Dienst bei der Artillerie spezialisiert. Von 1891 bis 1893 wurde zum weiteren Studium als Militärattaché in das Deutsche Reich und nach Frankreich geschickt.
Während des Ersten Japanisch-Chinesischen Krieges war er Stabschef der 1. Armee unter Yamagata Aritomo. Im Russisch-Japanischen Krieg diente er im Kaiserlichen Hauptquartier und diente im Anschluss hieran auf verschiedenen administrativen und Stabsstellen im Heeresgeneralstab. Im Jahr 1907 wurde er zum Generalmajor und sechs Jahre später, 1913, zum Generalleutnant befördert.
Am 30. März 1916 trat er die Nachfolge des aus Gesundheitsgründen zurückgetretenen Oka Ichinosuke als Heeresminister im zweiten Kabinett von Premierminister Ōkuma Shigenobu an. Nach der Auflösung des Kabinetts am 9. Oktober desselben Jahres bekleidete er denselben Posten im Kabinett von Terauchi Masatake bis zu dessen Auflösung am 29. September 1918.
Im Folgejahr wurde er in die Führerreserve versetzt und übernahm ab 1920 einen Sitz im Oberhaus des japanischen Parlaments. Von 1940 bis 1946 hatte er zusätzlich einen Sitz im japanischen Kronrat.
Sein Sohn Ōshima Hiroshi war ebenfalls ein Generalleutnant des japanischen Heeres sowie japanischer Botschafter im Deutschen Reich während des Zweiten Weltkriegs.